# Gouvernement Sauvé
| Gouvernement Duplessis (2e) | Gouvernement Sauvé | Gouvernement Sauvé | Gouvernement Sauvé | Gouvernement Sauvé | Gouvernement Sauvé | Gouvernement Sauvé | Gouvernement Sauvé | Gouvernement Sauvé | Gouvernement Barrette |
| 25e législature             |                    |                    |                    |                    |                    |                    |                    |                    |                       |
| 1959                        | 1959               | 1959               | 1959               | 1959               | 1959               | 1959               | 1959               | 1960               | 1960                  |

Gouvernement Maurice Duplessis (2) Gouvernement Antonio Barrette
Le mandat du gouvernement de Paul Sauvé, de l'Union nationale, devenu premier ministre du Québec à la suite de la mort de son prédécesseur Maurice Duplessis, s'étendit du 11 septembre 1959 au 2 janvier 1960, date de sa mort.
Cette période dura précisément 114 jours, mais est souvent décrite comme les « 100 jours de Paul Sauvé ».

## Caractéristiques
Le gouvernement de Paul Sauvé annonce un renouveau politique par rapport au gouvernement très conservateur de Duplessis, qui vient de régner 15 ans sur le Québec. Sauvé déclare que, « désormais », l'État jouera un rôle plus actif, notamment dans l'éducation et les affaires sociales. Le nouveau premier ministre meurt cependant trop vite avant de voir ses projets se concrétiser.
Le cabinet Sauvé est d'une grande continuité avec le dernier cabinet Duplessis, gardant presque tous les mêmes ministres, mais élargissant le cabinet de 17 à 22 sièges. Le cabinet d'Antonio Barrette, nommé le 8 janvier 1960, prend les allures d'un léger remaniement de celui de Sauvé, composé de presque tous les mêmes ministres, dans presque tous les mêmes postes.

## Chronologie
- 12 septembre 1959 : assermentation du cabinet Sauvé devant le lieutenant-gouverneur Onésime Gagnon.
- 9 octobre 1959 : Sauvé inaugure l'autoroute des Laurentides, la première autoroute québécoise.
- 18 novembre 1959 : ouverture de la quatrième session de la 25e législature. Le discours du Trône annonce la gratuité scolaire, le développement de l'enseignement secondaire public, l'établissement d'un ministère des Affaires fédérales-provinciales et d'un Conseil d'orientation économique, et le paiement aux municipalités de 40 % des coûts de main d'œuvre pour les travaux d'hiver. Il rend également public l'entente fédérale-provinciale sur le partage des frais de construction de l'autoroute transcanadienne et prévoit l'établissement d'un programme d'assurance-hospitalisation.
- 2 janvier 1960 : Paul Sauvé est terrassé par une crise cardiaque à son domicile de Saint-Eustache.

## Composition
Formation le 11 septembre 1959
À l'exception de l'arrivée de Jacques Miquelon et de Maurice Bellemare comme ministres d'État et de l'ajout de la responsabilité de procureur général à Antoine Rivard, le conseil des ministres garde la même composition qu'au moment de la mort de Maurice Duplessis.
- Paul Sauvé : premier ministre, ministre de la Jeunesse et du Bien-être social
- John Bourque : ministre des Finances
- Antoine Rivard : procureur général, solliciteur général, ministre des Transports et des Communications
- Yves Prévost : secrétaire provincial
- Laurent Barré : ministre de l'Agriculture
- Joseph-Damase Bégin : ministre de la Colonisation
- Camille Pouliot : ministre de la Chasse et des Pêcheries
- William Cottingham : ministre des Mines
- Jean-Jacques Bertrand: ministre des Terres et Forêts
- Daniel Johnson: ministre des Ressources hydrauliques
- Antonio Talbot : ministre de la Voirie
- Roméo Lorrain : ministre des Travaux publics
- Antonio Barrette: ministre du Travail
- Paul Dozois : ministre des Affaires municipales
- Jean-Paul Beaulieu : ministre de l'Industrie et du Commerce
- Arthur Leclerc : ministre de la Santé
- Antonio Élie : ministre d'État (sans portefeuille)
- Wilfrid Labbé : ministre d'État (sans portefeuille)
- Gérard Thibeault : ministre d'État (sans portefeuille)
- Jacques Miquelon : ministre d'État (sans portefeuille)
- Maurice Bellemare : ministre d'État (sans portefeuille)
- Bernard Robert : ministre d'État (sans portefeuille)

Modification le 4 novembre 1959
- Jacques Miquelon : solliciteur général (remplace Antoine Rivard à ce poste. Rivard demeure procureur général.)

## Sources
- Paul-André Linteau, René Durocher, Jean-Claude Robert et François Ricard, Histoire du Québec contemporain, t. II, Boréal Express, 1986.
- Louis La Rochelle, En flagrant délit de pouvoir, Boréal Express, 1982.
- « Histoire », Assemblée nationale du Québec, 3 mars 2010 (consulté le 17 avril 2010).